# Édouard Chassaignac
Édouard Chassaignac, né  le 24 décembre 1804 à Nantes et mort le 26 août 1879 à Versailles, est un médecin, chirurgien et professeur de médecine français.

## Biographie
Édouard Chassaignac suit des études à l'École de médecine de Nantes, il est interne à l'Hôtel-Dieu de Nantes. Il en sort diplômé du doctorat en médecine en 1835, avec une thèse sur les fractures de la hanche.
En 1837, il est nommé professeur agrégé et prosecteur à la faculté de médecine de Paris.
En 1852, il devint chirurgien à l'hôpital Lariboisière. Il a comme élève Jules-Émile Péan à qui il démontre les vertus de l’hémostase.
Il est le concepteur de l'intervention chirurgicale connue sous le nom d'« écrasement », au moyen de laquelle les tumeurs, les hémorroïdes, les polypes et autres excroissances peuvent être enlevés sans effusion de sang. L'introduction générale du drainage en chirurgie est aussi due à son initiative. Il a introduit l'utilisation de tubes de drainage en chirurgie.
Il fut vice-président de la société d'anatomie, et en 1857 président de la Société de chirurgie.
En 1868, Édouard Chassaignac devient membre de l’Académie nationale de médecine.
Il est considéré comme l’un des précurseurs de l’hémostase préalable à l’exérèse, par la mise au point d’un « écraseur » qui porte son nom.

## Éponymie

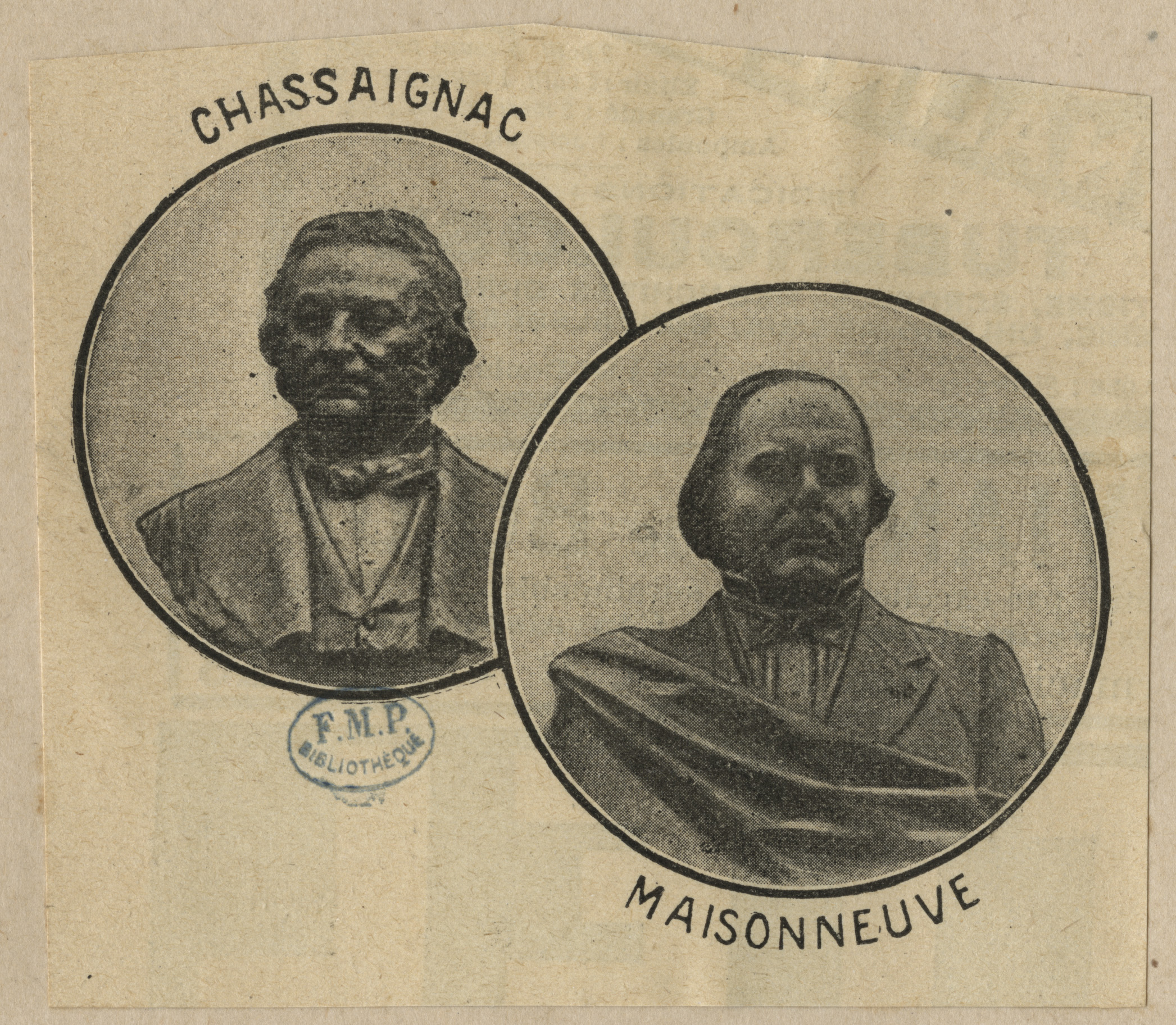
Médaillons de Chassaignac et Maisonneuve.

La « paralysie Chassaignac » est un terme qui désigne la pronation douloureuse qui est la lésion traumatique du coude.
En anatomie, le « tubercule de Chassaignac », ou tubercule carotidien, désigne le tubercule antérieur du processus transverse de la sixième vertèbre cervicale.